# Apiomeris atricornis
Apiomeris atricornis är en mångfotingart som beskrevs av Filippo Silvestri 1917. Apiomeris atricornis ingår i släktet Apiomeris och familjen klotdubbelfotingar. Inga underarter finns listade i Catalogue of Life.